# Estopa (duo)
Estopa és un duet català de pop rock amb tocs de rumba catalana creat el 1999 pels germans David Muñoz Calvo (veu) i José Manuel Muñoz Calvo (guitarra), originaris del barri de Sant Ildefons de Cornellà de Llobregat. Es tracta del grup que més discs ha venut en la història de la música a Catalunya —amb una discografia pròpia íntegrament de títols en castellà— fet pel qual van ser guardonats amb la Creu de Sant Jordi del 2022.
Amb el seu primer disc van aconseguir vendes properes a 1.200.000 còpies, fet que els va proporcionar reconeixement tant a Espanya com en països de Sud-amèrica com ara Mèxic, Xile i l'Argentina. La seva posterior discografia ha seguit el mateix estil de rumbes canalles i urbanes.
Fills d'emigrants extremenys naturals de Zarza-Capilla, els seus pares regentaren el bar La Española del mateix barri cornellanenc. La seva única cançó en català al llarg de seva trajectòria és El quarto dels trastos, escrita pel compositor Albert Pla per a ser inclosa al disc benèfic de la Marató de TV3 del 2008. Nogensmenys, ambdós germans s'han mostrat en alguna ocasió partidaris de l'audiovisual infantil en català.

## Biografia

### Infantesa i Inicis

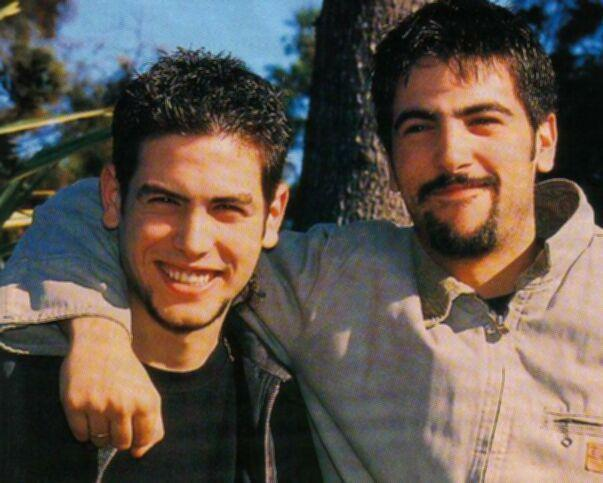
Estopa

La seva infantesa la van passar escoltant conjunts de rumba molt populars als vuitanta, especialment Los Chichos, Los Chunguitos o Bordón 4. Un dia el seu pare va decidir regalar-los sengles guitarres espanyoles. Després de diversos anys en l'institut, on els coneixien com els sabines, i d'abandonar els estudis, David i José Muñoz comencen a treballar a la producció de peces per a automòbils en una de les filials de SEAT, Novel Lahnwerk, on es van gestar les lletres de les cançons del conjunt, escrites en fulls de producció.
Durant aquesta època van començar a tocar la plaça del barri de Sant Ildefons, de Cornellà, zona en la qual residien i en petits locals. El 1998, es van presentar al concurs de cantautors del barri d'Horta-Guinardó que van guanyar amb la cançó "Luna lunera".
En aquella època van gravar, artesanalment, una maqueta amb 40 cançons a casa d'un amic usant un mesclador de quatre pistes, aquesta maqueta en casset es va difondre de mà a mà per tot l'estat, una vegada que van assolir la fama.
La dona de David tenia un professor de natació que tenia un amic que treballava a EMI, i aquest els van aconseguir una prova per a BMG. Després d'escoltar La maqueta, els van convidar a Madrid a una prova que va agradar als caps de la discogràfica, el problema va sorgir en no tenir el duet un nom més que Jose & David, el qual no resultava gaire comercial, de manera que van buscar el nom del grup, Estopa, que fou motivat per la frase que utilitzava l'encarregat de la fàbrica on treballaven, "Doneu-li estopa al motor!" perquè no cessessin en el seu treball amb els robots.

### Música
Mañanitas 2.0,
Vacilón,
Me quedaré,
La Primavera,
Alma animal,
Rumba sin nombre, 
i molts més..

### Maqueta Estopa
En primera instància, abans de publicar el seu primer disc, amb el qual van tenir tant èxit, va circular durant molt temps una maqueta del grup que es va anar fent famosa a través del boca-orella per tot el territori espanyol. Avui en dia, fins i tot es continuen consumint cançons de la maqueta del grup i aquests van incloent a cada disc alguna d'elles reeditada.

### 1999-2000: Estopa
El seu àlbum de debut, titulat com el conjunt, va sortir al carrer el 18 d'octubre de 1999. El senzill que la companyia va elegir com debut, "Suma y sigue" no va tenir gaire repercussió i ningú, ni tan sols els mateixos components del duet, no esperava que el segon single, "La raja de tu falda" (que veu la llum tres mesos després) els portés a la fama. Es va convertir en una de les cançons més escoltades del 2000, recolzats pel suport mediàtic i el caràcter sorneguer dels components.
Començava el conegut com a "Fenomen Estopa" i aquell any van iniciar la Gira Ducados 2000' que els va portar per tot Espanya i gran part de Llatinoamèrica. Aquell any van aconseguir vendre 1.800.000 discs, rècord no superat encara per un conjunt debutant a Espanya.

### 2001-2003: Destrangis

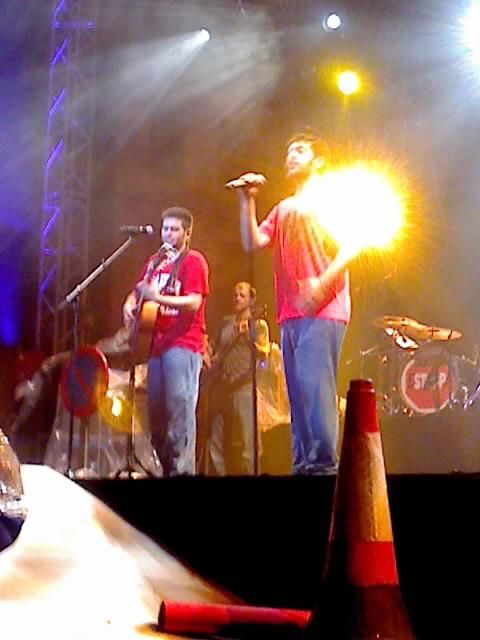
Estopa en concert

A finals d'aquell any, els Muñoz decideixen fer un trio per crear en la intimitat més absoluta el seu segon disc, gravat en l'estudi El Cortijo de Málaga. L'11 d'octubre de 2001, surt a la venda el seu segon àlbum Destrangis, el qual va vendre 250.000 còpies en dues setmanes. A la segona gira, la de presentació de Destrangis, van omplir el Palau Sant Jordi de Barcelona o la Plaça de Braus de Las Ventas, a Madrid.
En aquell temps van fer nombroses col·laboracions amb grups i cantants molt consolidats: com el tribut a Peret, "el rei de la rumba", i el disc "Perversiones flamencas" al costat dels seus ídols: Los Chichos amb "Son ilusiones" i amb María Jiménez, amb la cançó de Joaquín Sabina, "El periódico no hablaba de ti".
Posteriorment, van participar en el disc homenatge a Camarón de la Isla amb la cançó "Como el agua" i el 2003 al disc de Juan Maya, que els acompanya des de la primera gira a la guitarra espanyola, amb "Mambo", composta pel mateix David.
Entre 2000 i 2002 van tenir més de 200 concerts, i l'octubre de 2002 decideixen prendre's un any sabàtic per assimilar l'ocorregut en els últims anys, sortint en venda la reedició del disc Destrangis, Más Destrangis que inclou nou material del grup.

### 2004:''La calle es tuya''
En aquell període donen forma als nous temes per al tercer disc, ¿La calle es tuya?. El seu tercer àlbum veu la llum el 3 de març de 2004, prop de dos anys i mig després que l'anterior, disc del qual se'n venen 300.000 còpies la primera setmana.
La gira, anomenada Muñoz vs. Muñoz, els portaria per tot arreu de la geografia espanyola, amb prop de 60 concerts, de nou omplint grans recintes com Las Ventas o l'estadi de futbol de La Rosaleda, a Màlaga, on van reunir prop de 40.000 persones. Finalitzada la gira, van realitzar un petit tour pel continent llatinoamericà, on Estopa va acudir a l'Argentina, Mèxic, Xile i el Perú.
Després d'un altre any sabàtic, van començar a gravar el seu quart àlbum a finals d'agost de 2005, el qual va sortir a la venda el 21 de novembre del mateix any amb el títol de Voces de Ultrarumba. D'aquest treball, un sol dia, es va aconseguir vendre més de 200.000 còpies, situant-se número 1 de vendes a tot l'estat.

### 2005: Voces de Ultrarrumba
Els germans Muñoz van publicar el 21 de novembre de 2005 "Voces de Ultrarrumba". Inclou una entrevista del grup amb l'humorista català Andreu Buenafuente.

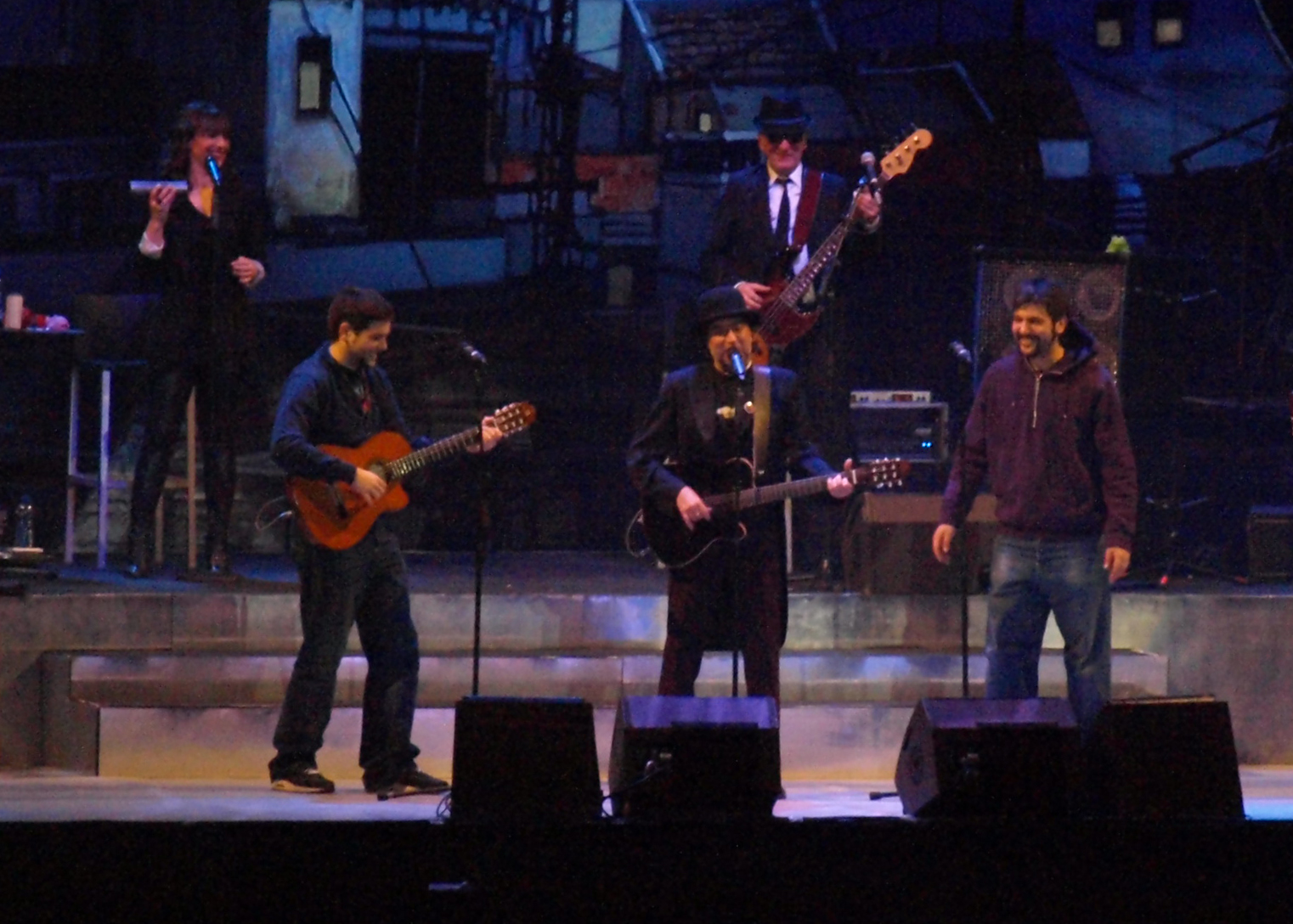
Estopa en concert amb Joaquín Sabina, al Palau Sant Jordi de Barcelona a finals del 2009.

### 2008:Allenrok
El 26 de febrer del 2008 surt el cinquè disc del grup. El títol de l'àlbum és un homenatge a la ciutat que els va veure néixer, Cornellà, escrita al revés i amb una "K" final. Al disc hi col·laboren altres artistes com Chonchi Heredia, Juan Maya, Angie Bao, José Antonio Romero, Luis Dulzaides i Nacho Lesko.

### 2009: Estopa x Anniversarium
ESTOPA celebra el seu 10è aniversari amb la publicació del seu nou disc ESTOPA X ANNIVERSARIVM.
És una caixa especial de luxe amb 2CD+2DVD amb col·laboracions, remixos, concerts inèdits, documentals, entre d'altres.

### 2011:Estopa 2.0
El 22 de novembre del 2011 sortí el sisè disc del grup, que fou presentat a la vegada als EUA. El primer single fou "La primavera". Seguiren les cançons "Estación del olvido", "Indecisión o no", "La locura" i Vacilón".

### 2015: Rumba a lo desconocido
El 22 de juny de 2015 ja estava disponible a les plataformes digitals el darrer disc del duo català. L'àlbum Rumba a lo desconocido es va llençar a finals d'estiu i és el novè de la seva carrera després de 16 anys del llançament del seu primer disc el 1999.

### 2024: Estàtua d'homenatge a Estopa
L'Ajuntament de Cornellà de Llobregat va immortalitzar a Estopa amb una estàtua a la Plaça Catalunya de la seva ciutat natal el 24 de novembre de 2024. La raó de la localització del tribut és el fet que els germans Muñoz baixaven a la plaça amb la guitarra a cantar quan encara no eren coneguts com a Estopa. L'estàtua va ser presentada amb un acte de presentació anomenat "Cornellà canta a Estopa" on els germans van cantar algunes de les seves cançons.

## Discografia

### Àlbums d'estudi
- 1997: La Maqueta
- 1999: Estopa
- 2001: Destrangis
- 2004: ¿La calle es tuya?
- 2005: Voces de ultrarumba
- 2008: Allenrok
- 2011: Estopa 2.0
- 2015: Rumba a lo desconocido
- 2019: Fuego
- 2024: Estopía

## Premis
- Premi Amic 2000 a l'artista revelació.
- Premi Amic 2000 al millor grup espanyol.
- Premi Ondas 2000 a l'artista revelació espanyol.
- Premi Ondas 2004 al millor àlbum per ¿La calle es tuya?.
- Premi de la Cadena Dial al disc SuperDial més votat.
- Premi al millor vídeo musical a la V edició dels premis de la música amb "Cacho a cacho".
- Premi Honor ciutat natal de Cornellà.
- Fills adoptius de Zarza Capilla, Extremadura.
- Premi Enderrock a millor artista en llengua no catalana.
- Creu de Sant Jordi 2022.
- Català de l'Any 2024.[8]
- Premi Especial Altaveu 2024.[9]
- Premi Ondas 2024 a la trajectòria musical (Ex aequo).[10]